# Fântânele (Năeni), Buzău
Fântânele este un sat în comuna Năeni din județul Buzău, Muntenia, România. Se află în zona dealurilor Istriței, în vestul județului.